# Cupa Challenge 1899-1900

## Ediția a III-a,1899-1900

### Echipele Participante
| Imperiul Austriei | Wiener Athletiksport Club Wiener FC 1898 First Vienna FC 1894 Vienna Cricket and Football Club SK Rapid Viena |

## Primul tur
| 12 noiembrie 1899 | First Vienna FC 1894 | ? – ? | Badener SC | Viena |
| 12 noiembrie 1899 |                      |       |            | Viena |

Cel mai probabil Badener SC a abandonat turneul.
| 26 noiembrie 1899 | Vienna Cricket and Football Club | 11 – 0 | SK Rapid Viena | Viena |
| 26 noiembrie 1899 |                                  |        |                | Viena |

| 12 noiembrie 1899 | Wiener FC 1898 | 3 – 0 | AC Viktoria Viena | Viena |
| 12 noiembrie 1899 |                |       |                   | Viena |

## Semifinale
| 8 decembrie 1899 | Vienna Cricket and Football Club | 2 – 1 | Wiener Athletiksport Club | Viena |
| 8 decembrie 1899 | Redfern                          |       | Gössing                   | Viena |

| 10 decembrie 1899 | First Vienna FC 1894 | 3 – 1 | Wiener FC 1898 | Hohe Warte, Viena |
| 10 decembrie 1899 |                      |       |                | Hohe Warte, Viena |

- Finala

| 11 martie 1900 | First Vienna FC 1894 | 2 – 0 | Vienna Cricket and Football Club | Hohe Warte, Viena |
| 11 martie 1900 | Eipeldauer Jureczek  |       |                                  | Hohe Warte, Viena |

First Vienna FC 1894:
Karl Mollisch - Erwin Zander, Paul Zander - Ignaz Blumenfeld, Alfred Marek, Dr. Paul von Goldberger (Germania) - Gindl, Wilhelm Eipeldauer, Franz Jureczek, Einstein, Wilhelm Zander.
| Cupa Challenge 1899-1900               |
| -------------------------------------- |
| First Vienna FC 1894 (Al Doilea Titlu) |